# Laguna Minoyo
La laguna Minoyo, es un depósito natural de agua dulce situado en el distrito ancashino de Marcará, dentro de la Cordillera Blanca, a 4300 m s.n.m. Se originó por la desglaciación del glaciar norte del nevado Chinchey.
Con una coloración verdosa, se ubica en la quebrada Minoyo, que interconecta a su vez a la quebrada Honda. A inmediaciones del camino de herradura que comunica los pueblos de Marcará y Vicos en el Callejón de Huaylas, con Chacas en Conchucos.